# No Night is Too Long
No Night is Too Long —Ninguna noche dura lo suficiente en España— es una película de drama británica de 2002 dirigida por Tom Shankland, y está basada en la novela homónima escrita por Barbara Vine, un seudónimo de Ruth Rendell. Está protagonizada por Lee Williams, Marc Warren, Mikela J. Mikael, Salvatore Antonio, Beverley Breuer y Rob Bruner.

## Argumento
La historia sigue a un creativo estudiante de literatura de Suffolk llamado Tim Cornish (Lee Williams), un alumno excepcional que tiene un estilo de vida promiscuo. Conoce a Dr. Ivo Steadman (Marc Warren), un profesor en la universidad de Tim, el cual conduce a una relación entre ellos dos. Todo va bien hasta que Ivo expresa su total amor por Tim. Atormentado por tales confesiones de sus pretendientes en la escuela, Tim se vuelve frío y se divierte con un encuentro casual sexual cuando Ivo está ocupado con el trabajo universitario. Él se mofa de Ivo quien le propina un puñetazo por consecuencia.
A pesar de ignorar el comportamiento de Ivo, Tim acepta acompañarlo a Alaska. Sin embargo, las complicaciones aumentan cuando posponen el viaje cuando él es obligado a ir a supervisar un crucero, dejando a un reticente Tim en el hotel. Entonces, Tim conoce y se siente atraído por una mujer llamada Isabel (Mikela J. Mikael), y finalmente tiene una breve aventura. Cuando Ivo regresa, se encuentra con Tim poco entusiasmado, quien aun mantiene su amor hacia Isabel y una impaciencia crece con Ivo. Después, viajan en bote hacia una remota isla. El viaje, durante el cual Ivo viola a Tim, se hace incluso más turbulento por las sospechas de Ivo que Tim tuvo una aventura. Una noche en un crucero, mientras Ivo reflexiona sobre a dónde irían en su próximo viaje, Tim le cuenta que desea dejarlo. Ivo está impactado y no cree lo que Tim acaba de desear. Tim le dice en términos inequívocos que no ama a Ivo, y nunca lo hizo. Él está enamorado de Isabel y cuan pronto el viaje en el crucero termine, se irá para estar con ella. Ivo se enfurece que lo lanza en la cama y empieza a estrangularlo. Lo arroja, pero entiende que Ivo no lo dejó al contrario.
La siguiente mañana, un grupo de personas viajan a la remota isla para estudiar fósiles. Mientras el resto del grupo pasea por la isla, Ivo y Tim tiene una acalorada discusión sobre la aventura. Antes que Ivo le de una oportunidad para que se vaya, Tim revela que él habría dejado a Ivo hace mucho tiempo si no fuera por Isabel, que ella era la única razón por la que se quedó. Esto hace enfurece a Ivo, y en una pelea, Tim accidentalmente lo lanza contra las rocas de una montaña, dejándolo inconsciente. Creyendo que lo asesinó, Tim planea su vuelo a Vancouver British Columbia sin crear alguna sospecha. Busca sin éxito a Isabel antes de retornar derrotado a Reino Unido.
Mientras tanto, Ivo, quien realmente no está muerto y escapo de la isla donde Tim lo dejó, se enfrenta a Isabel sobre la aventura amorosa. Ivo revela que, sin que Tim lo supiera, Isabel es realmente su hermana que fue solicitada para mantener un ojo en el comportamiento de Tim mientras Ivo se retiró para supervisar el crucero, explicando su inicial enojo. Pronto, Tim empieza a recibir cartas anónimas haciendo claro que alguien está al tanto de su crimen. Finalmente, Ivo aparece en persona en la casa de Tim y discuten los eventos anteriores con él. Irónicamente, dejando la casa de Tim, Ivo es asesinado por un perturbado vagabundo quien se equivocó a Ivo, vestido con la casaca de Tim, por él. En contraste con el fin de la novela, que sugiere que Isabel y Tim reinician su relación, el final de la película muestra a Tim incapaz de abrir la puerta y dejar a Isabel entrar a su casa, abrumado por el miedo que su destructiva influencia caiga sobre ella.
- Datos: Q7044643